# Lars Werdelin
Pour les articles homonymes, voir Werdelin.
Lars Werdelin (né en 1955) est un paléontologue suédois spécialisé dans l'évolution des mammifères carnivores.

## Biographie
Il s'intéresse à l'interaction évolutive des carnivores et des hominidés en Afrique.
Il obtient son doctorat de l'Université de Stockholm en 1981. Il travaille comme premier conservateur au Muséum national d'histoire naturelle avec les vertébrés comme domaine d'activité. Depuis 2014, il est membre étranger de la Société finlandaise des sciences.

## Publications
- Voir les publications sur wikispecies
- (en) Lars Werdelin, Statistical studies of pleistocene and recent mammals, Stockholm, 1981 (ISBN 91-7146-144-2, LIBRIS 7608227).